# Catherine Henriette d'Angennes
Catherine Henriette d'Angennes de La Loupe est une courtisane française née en 1634, baptisée à La Loupe le 18 juin 1634, comtesse d'Olonne par son mariage avec Louis de La Trémoille (1626-1686) le 1er mars 1652, morte à Paris le 13 juin 1714.
Sous son portrait jumelé à celui de sa sœur Madeleine, en la tour dorée du château de Bussy-Rabutin, à Bussy-le-Grand, on peut lire : « la plus belle femme de son temps, mais moins fameuse pour sa beauté que pour l'usage qu'elle en fit ». Madame de Sévigné range les deux sœurs « au nombre des femmes les plus galantes de ce temps ».

## Biographie

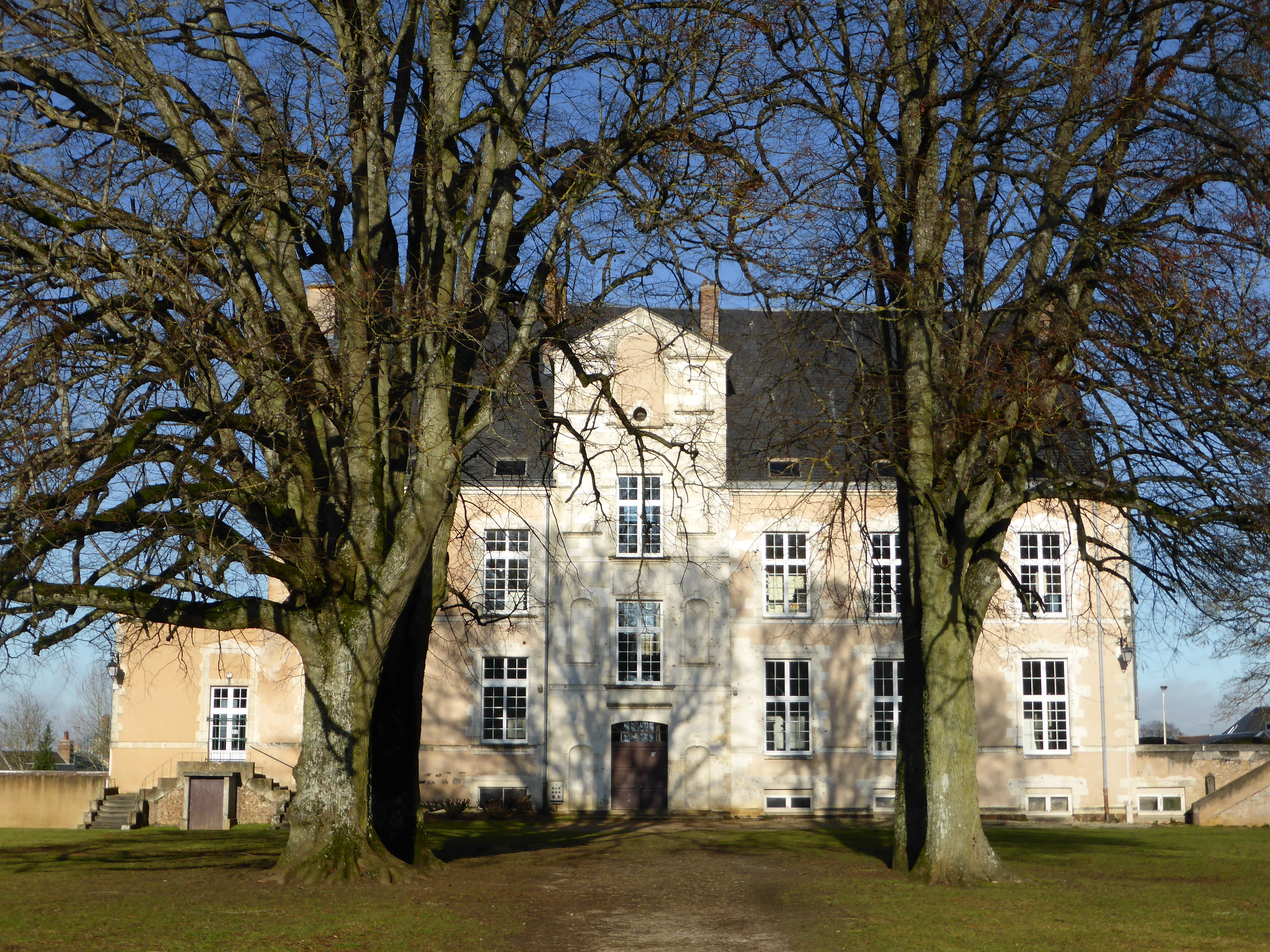
Château de La Loupe

Catherine Henriette est la cadette des trois filles nées du mariage de Charles d'Angennes de La Loupe - « un gentilhomme normand assez lourdaud qui avait un beau domaine à La Loupe et des propriétés nombreuses autour de Caen » - et de Marie du Raynier († 1679), « une mère assez folle de son corps et sujette à des visions ». 
Ses deux aînées sont Madeleine (1629 - 16 mars 1714), qui épousera en 1655 Henri de La Ferté-Senneterre, et Françoise Marie d'Angennes (1633-?). Par un premier mariage de Marie du Raynier avec Étienne de Vallée, elle a une demi-sœur aînée, Louise de Vallée († 1694), mariée en 1636 à Thomas de Montmorency-Laval de La Faigne (Postérité).
Au printemps 1650, Madeleine et Charlotte Henriette quittent ensemble le manoir normand afin de s'installer rue Férou à Paris, en l'hôtel loué par leur mère à la marquise de Sévigné, Catherine Henriette fréquentant alors l'hôtel de Rambouillet de Catherine de Vivonne et lisant les épîtres de Pierre Patrix. 
Mariée en 1652 à Louis de La Trémoille d'Olonne, elle n'en a pas moins des liaisons avec François III d'Harcourt, marquis de Beuvron ; Louis-Charles de Nogaret de Foix ; l'intendant des finances Jacques Paget ; le trésorier de l'Épargne Nicolas Jeannin de Castille (petit-fils maternel de Pierre) ; l'abbé Basile Fouquet ; Gaston-Jean-Baptiste de Roquelaure ; Louis Roger Brûlart de Sillery ; Armand de Gramont ; ou encore François VII de La Rochefoucauld juste avant le mariage de celui-ci avec Jeanne Charlotte du Plessis-Liancourt en 1659. Son mari est ainsi objet de risée, « accablé de huitain et chansonné, plus encore accablé par les dettes de sa femme », ce qui amène en 1661 à la séparation des biens, puis à la séparation de corps qui restituent à Catherine Henriette les terres normandes comprises dans sa dot, notamment ses seigneuries de Canteloup et de Saint-Pierre-du-Jonquet qu'elle va gérer personnellement en se rendant chaque année dans le Calvados.

## Évocations et témoignages
— Roger de Bussy-Rabutin
— Louis de Rouvroy de Saint-Simon

## Iconographie

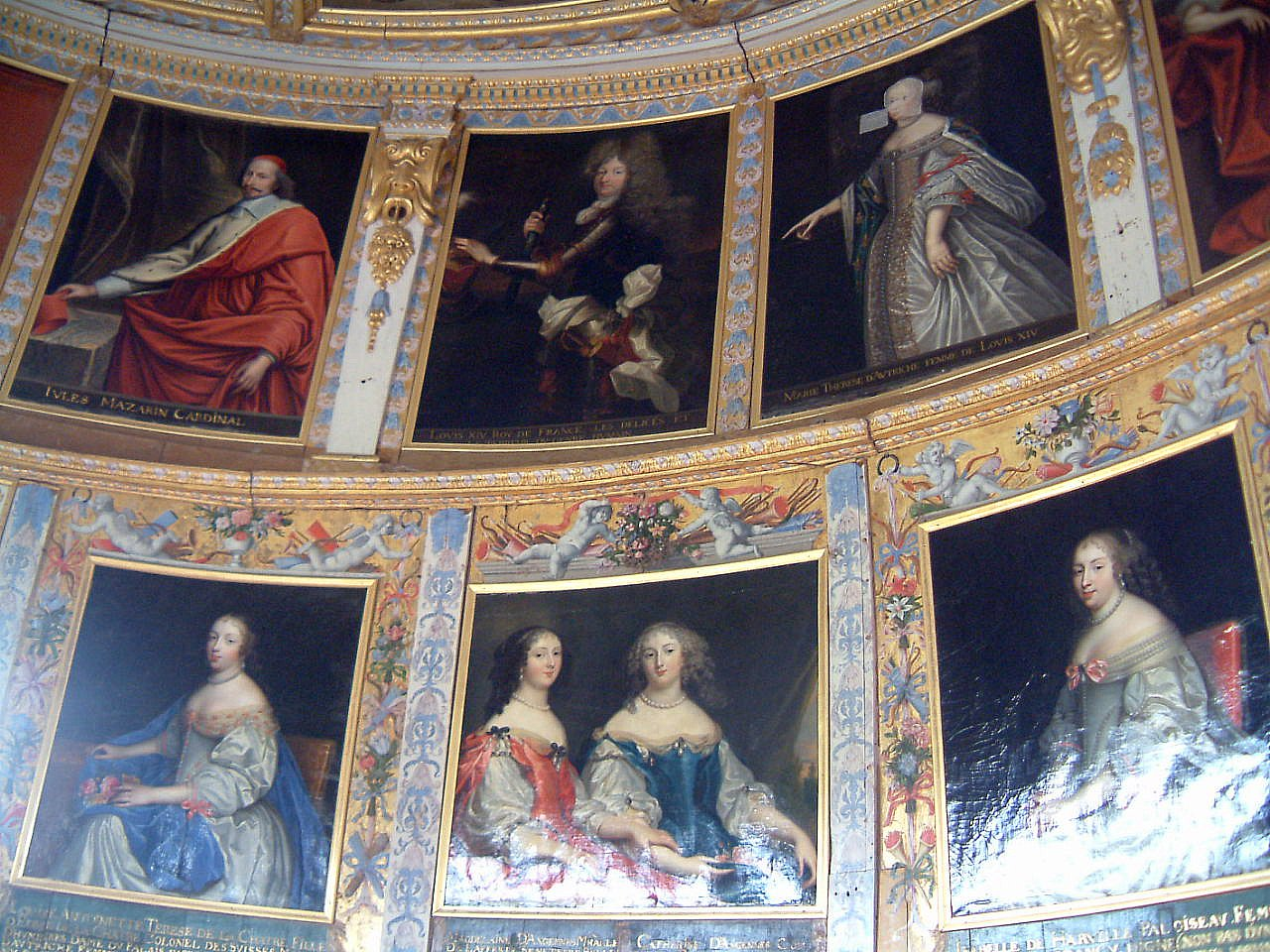
Château de Bussy-Rabutin, salon de la tour dorée

### Catherine Henriette d'Angennes
- Anonyme, Portraits de Madeleine et Catherine Henriette d'Angennes, château de Bussy-Rabutin, Bussy-le-Grand.
- Des portraits de Catherine Henriette d'Angennes sont conservés au château de Chenonceau et au château de Langeais[6].
- Anonyme, La comtesse d'Olonne à l'église, estampe rehaussée à l'aquarelle, 1694, château de Versailles[7].
- Jean-Charles François, Portrait de Catherine Henriette d'Angennes, comtesse d'Olonne, eau-forte à la manière de crayon d'après Philippe de Champaigne, 14,2x10,2cm, château de Versailles[8].
- Alexis Grimou, Portrait de la comtesse d'Olonne, dessin, 31x20cm, non localisé[9].
- Jean Petitot, Catherine d'Angennes en Diane, miniature, vers 1680, Philadelphia Museum of Art, Philadelphie[10],[11].

### Galerie de portraits

par ordre de citations ci-dessus
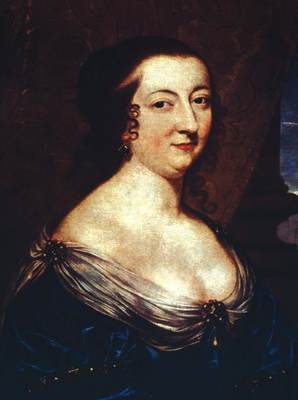
Catherine de Vivonne, marquise de Rambouillet
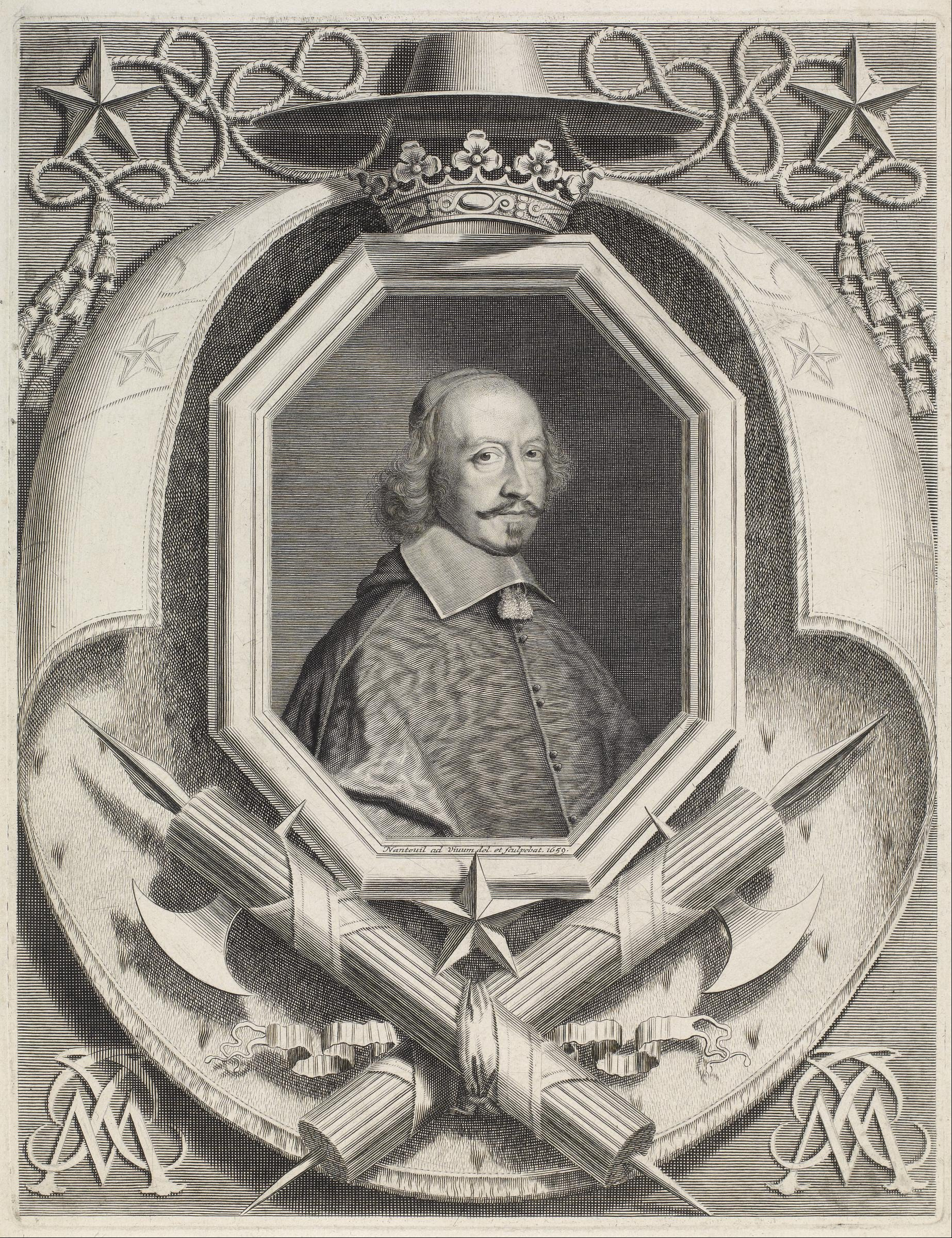
Robert Nanteuil, Abbé Basile Fouquet
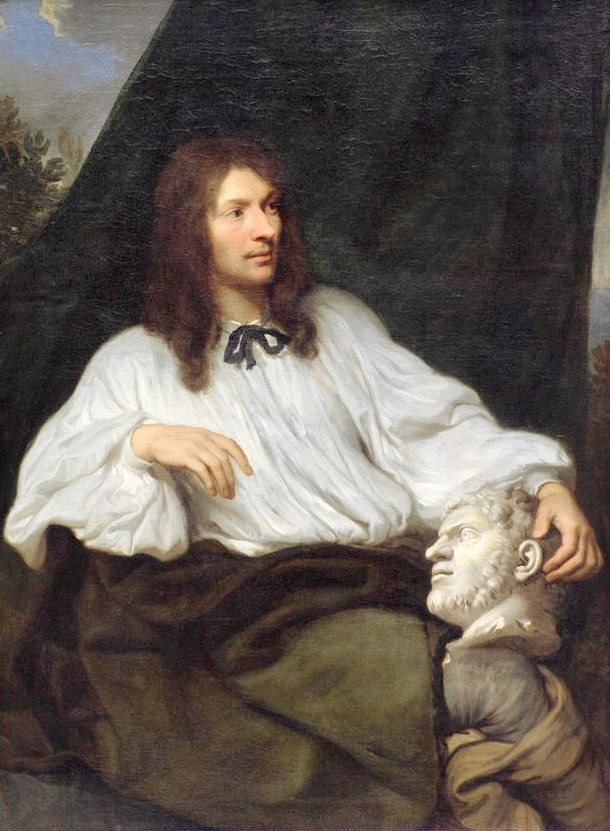
Armand de Gramont (1637-1673)
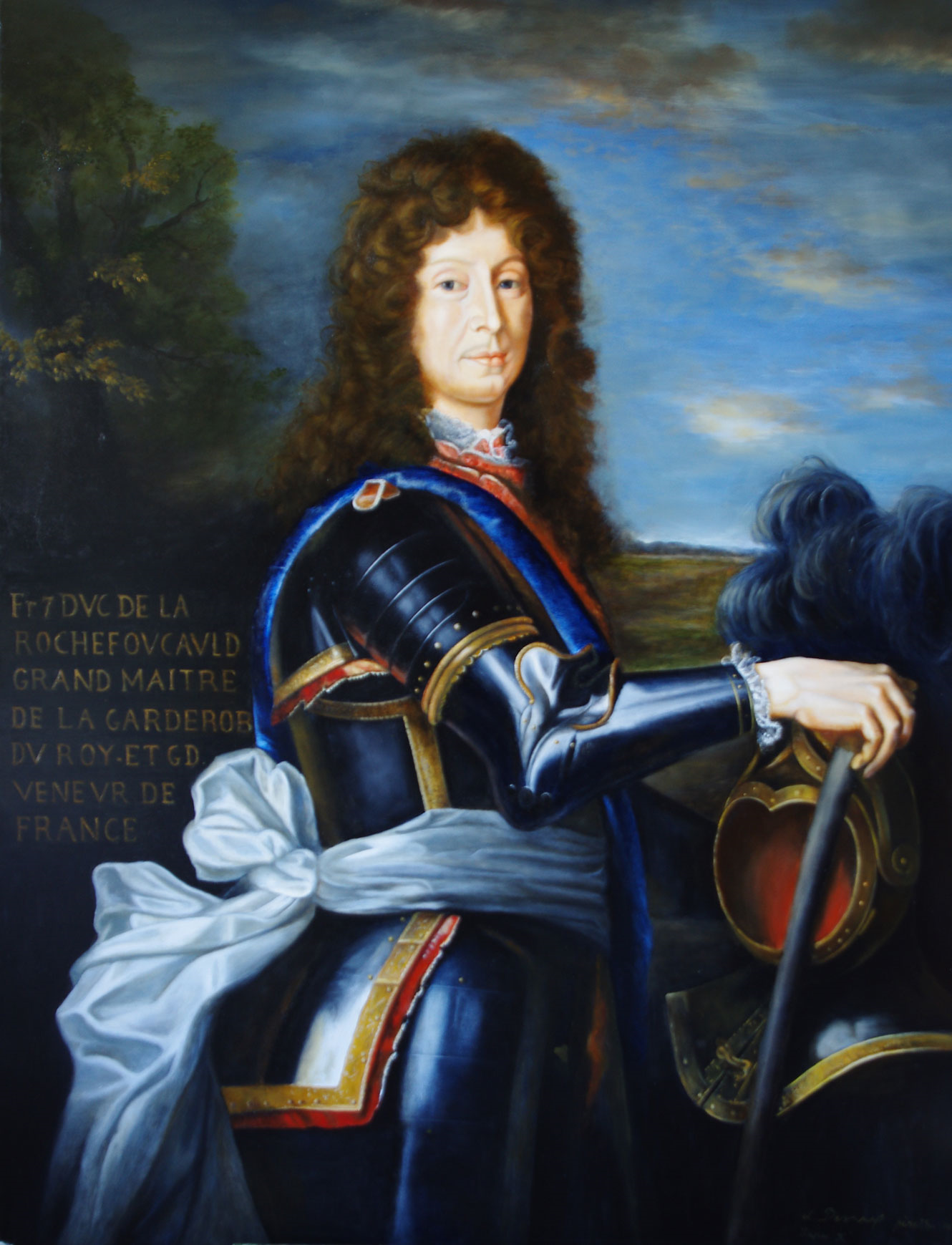
François VII de La Rochefoucauld